# ФК Цървена звезда
Футболен клуб „Цървена звѐзда“ (на сръбски: Фудбалски клуб Црвена звезда или Futbalski klub Crvena zvezda) е най-популярният клуб в Сърбия като феновете му са 43% от населението. Играе мачовете си в Белград на стадион „Цървена звезда“ (наричан „Мала Маракана“ по името на известния стадион „Маракана“ в Рио де Жанейро, Бразилия).

## История
Клубът е създаден на 4 март 1945 г. като Младежки клуб по физическа и обществена култура със седем спортни секции – лека атлетика, гребане, баскетбол, волейбол, футбол, шах и плуване. На същия ден е изигран и първия футболен мач на новосъсдадения отбор. Съперник е бил Първи батальон на Втора сръбска армия. Двубоят завършва 3:2 за Звезда. 2 гола вкарва Томашевич, а един Печенчич. Седмица по-късно Цървена звезда играе срещу тимът на Английската армия и печели с 12:0. В годината си на създаване „звездашите“ изиграват 36 мача, от които печелят 30, 5 завършват наравно и губят само един-от румънския национален отбор с 1:2 на 24 септември 1945 г. в Тимишоара.
„Цървена звезда“ е единственият сръбски отбор, който е печелил европейски клубен трофей. През 1991 г. в Бари, Италия те завоюват КЕШ. Същата година в Токио отбора печели и Междуконтиненталната купа. отборът обаче губи финала за Суперкупа на Европа от носителя на КНК – Манчестър Юнайтед. Цървена звезда има и финал за Купа на Уефа през 1979 г., който губи от Борусия Мьонхенгладбах. Звезда има и 33 шампионски титли на страната си.
Феновете на „Цървена звезда“ са наричани „Делие“ (на сръбски: делије – „героите“). Много звезди на световния футбол са тръгнали от този клуб: Деян Савичевич, Владимир Югович, Синиша Михайлович, Дарко Панчев, Деян Станкович, Неманя Видич и Никола Жигич.

## Срещи с български отбори
„Цървена звезда“ се е срещал с български отбори в официални и приятелски срещи.

### „Лудогорец“
С „Лудогорец“ се е срещал четири пъти. Първият мач е контрола на 14 ноември 2015 г. в Разград като срещата завършва 3 – 1 за „Лудогорец“ . През 2016 г. двата отбора се срещат във втория кръг на квалификациите за Шампионска лига. Първата среща в Разград се играе на 26 юли и завършва 2 – 2 . На 2 август в Белград реванша завършва със същия резултат в редовното време 2 – 2, но в продълженията „Лудогорец“ вкарва два гола и с краен резултат 4 – 2 и общ 6 – 4 отстранява съперника си и продължава в Шампионска лига . Четвъртият мач е контрола на 2 февруари 2019 г. в турския курорт Белек като срещата завършва 3 – 1 за „Цървена звезда“ .

### ЦСКА
С ЦСКА Цървена звезда играе през 1957 г. в четвъртфинал за КЕШ. В първата среща звездашите побеждават с 3:1 в Белград, а във втората губят с 2:1 в София, така с общ резултат 4:3 продължават напред в турнира. Освен официалните срещи през 1950-те години Цървена звезда и ЦСКА играят общо 6 контроли на разменено гостуване като резултатът от тези срещи са 3 победи за ЦСКА и 3 равенства. Последната контрола играна между двата отбора е на 5 февруари 2003 г. в Анталия, като Звезда побеждават бъдещият български шампион с 4:0.

## Известни играчи

### Съставът, спечелил КЕШ през 1991 г.
Треньор: Люпко Петрович

### Други известни играчи
- Куле Ачимович
- Перица Огненович
- Деян Станкович
- Деян Стефанович
- Никола Жигич
- Неманя Видич
- Илия Ивич
- Дарко Ковачевич
- Бошко Янкович
- Славолюб Муслин
- Владимир Стойкович
- Деян Петкович
- Душан Савич
- Аилтон
- Такаюки Судзуку
- Хамину Драмани
- Драголюб Шекуларац
- Драган Джаич
- Райко Митич
- Марко Гружич

### Известни треньори
- Бранко Станкович
- Миша Павич
- Милян Милянич
- Гойко Жеч
- Люпко Петрович
- Драгослав Шекуларац
- Владимир Петрович
- Милорад Косанович
- Славолюб Муслин
- Валтер Дзенга

## Български футболисти
- Тодор Атанасков: 1946/48 - (6 мача - 1 гол)
- Благой Георгиев: 2006/07 - (20 мача - 2 гола)

## Успехи
| Държава                                        | Държава                | Брой                   | Година |                        |                        |
| Национални трофеи – 63                         | Национални трофеи – 63 | Национални трофеи – 63 | Национални трофеи – 63 | Национални трофеи – 63 | Национални трофеи – 63 |
| Шампиони – 35 (рекорд)                         | Шампиони – 35 (рекорд) | Шампиони – 35 (рекорд) | Шампиони – 35 (рекорд) | Шампиони – 35 (рекорд) | Шампиони – 35 (рекорд) |
| ---------------------------------------------- | ---------------------- | ---------------------- | --- | ---------------------- | ---------------------- |
| Първенство на НР Сърбия                        | Шампион                | 1                      | 1945/46 |                        |                        |
| Първенство на НР Сърбия                        | Други                  | 0                      | / |                        |                        |
| Първенство на СФР Югославия (1945 – 1991)      | Шампион                | 19                     | 1951, 1952/53, 1955/56, 1956/57, 1958/59, 1959/60, 1963/64, 1967/68, 1968/69, 1969/70, 1972/73, 1976/77, 1979/80, 1980/81, 1983/84, 1987/88, 1989/90, 1990/91, 1991/92 |                        |                        |
| Първенство на СФР Югославия (1945 – 1991)      | Вицешампион            | 9                      | 1948/49, 1950, 1952, 1960/61, 1971/72, 1977/78, 1981/82, 1985/86, 1988/89                                                                                              |                        |                        |
| Първенство на СФР Югославия (1945 – 1991)      | Трети                  | 7                      | 1946/47, 1953/54, 1964/65, 1973/74, 1974/75, 1978/79, 1986/87 |                        |                        |
| Първенство СР Югославия (1992 – 2003)          | Шампион                | 3                      | 1994/95, 1999/00, 2001/01 |                        |                        |
| Първенство СР Югославия (1992 – 2003)          | Вицешампион            | 7                      | 1992/93, 1993/94, 1995/96, 1996/97, 1997/98, 2001/02, 2002/03 |                        |                        |
| Първенство СР Югославия (1992 – 2003)          | Трети                  | 1                      | 1998/99 |                        |                        |
| Първенство на Събия и Черна Гора (2003 – 2006) | Шампион                | 2                      | 2003/04, 2005/06 |                        |                        |
| Първенство на Събия и Черна Гора (2003 – 2006) | Вицешампион            | 1                      | 2004/05 |                        |                        |
| Първенство на Събия и Черна Гора (2003 – 2006) | Трети                  | 0                      | / |                        |                        |
| Първенство на Сърбия                           | Шампион                | 10                     | 2006/07, 2013/14, 2015/16, 2017/18, 2018/19, 2019/20, 2020/21, 2021/22, 2022/23, 2023/24                                                                               |                        |                        |
| Първенство на Сърбия                           | Вицешампион            | 7                      | 2007/08, 2009/10, 2010/11, 2011/12, 2012/13, 2014/15, 2016/17 |                        |                        |
| Първенство на Сърбия                           | Трети                  | 1                      | 2008/09 |                        |                        |
| Национални купи – 28 (рекорд)                  |                        |                        | |                        |                        |
| Купа на СФР Югославия                          | Носител                | 12                     | 1948, 1949, 1950, 1957/58, 1958/59, 1963/64, 1967/68, 1969/70, 1970/71, 1981/82, 1984/85, 1989/90                                                                      |                        |                        |
| Купа на СФР Югославия                          | Финалист               | 7                      | 1952, 1954, 1972/73, 1979/80, 1983/84, 1987/88, 1990/91 |                        |                        |
| Купа на СР Югославия                           | Носител                | 7                      | 1992/93, 1994/95, 1995/96, 1996/97, 1998/99, 1999/00, 2001/02 |                        |                        |
| Купа на СР Югославия                           | Финалист               | 3                      | 1991/92, 2000/01, 2002/03 |                        |                        |
| Купа на Сърбия и Черна гора                    | Носител                | 2                      | 2003/04, 2005/06 |                        |                        |
| Купа на Сърбия и Черна гора                    | Финалист               | 1                      | 2004/05 |                        |                        |
| Купа на Сърбия                                 | Носител                | 7                      | 2006/07, 2009/10, 2011/12, 2020/21, 2021/22, 2022/23, 2023/24, 2024/25                                                                                                 |                        |                        |
| Купа на Сърбия                                 | Финалист               | 2                      | 2016/17, 2018/19 |                        |                        |
| Национални Купи на лигата – 1                  |                        |                        | |                        |                        |
| Купа на лигата на СФР Югославия                | Носител                | 1                      | 1973 |                        |                        |
| Купа на лигата на СФР Югославия                | Финалист               | 0                      | / |                        |                        |
| Национални суперкупи – 2 (рекорд)              |                        |                        | |                        |                        |
| Суперкупа на СФР Югославия                     | Носител                | 2                      | 1969, 1971 |                        |                        |
| Суперкупа на СФР Югославия                     | Финалист               | 0                      | / |                        |                        |
| Европейски клубни турнири – 3                  |                        |                        | |                        |                        |
| Купа на европейските шампиони (КЕШ):           | Носител                | 1                      | 1990/91 |                        |                        |
| Купа на европейските шампиони (КЕШ):           | Финалист               | 0                      | / |                        |                        |
| Купа на европейските шампиони (КЕШ):           | Полуфинал              | 3                      | 1956/57, 1970/71, 1991/92 |                        |                        |
| Купа на европейските шампиони (КЕШ):           | Четвъртфинал           | 5                      | 1957/58, 1973/74, 1980/81, 1986/87 |                        |                        |
| Купа на УЕФА:                                  | Носител                | 0                      | / |                        |                        |
| Купа на УЕФА:                                  | Финалист               | 1                      | 1978/89 |                        |                        |
| Купа на носителите на купи (КНК):              | Носител                | 0                      | / |                        |                        |
| Купа на носителите на купи (КНК):              | Финалист               | 0                      | / |                        |                        |
| Купа на носителите на купи (КНК):              | Полуфинал              | 1                      | 1974/75 |                        |                        |
| Суперкупа на Европа:                           | Носител                | 1                      | 1991 |                        |                        |
| Суперкупа на Европа:                           | Финалист               | 0                      | / |                        |                        |
| Купа на панаирните градове                     | Носител                | 0                      | / |                        |                        |
| Купа на панаирните градове                     | Финалист               | 0                      | / |                        |                        |
| Купа на панаирните градове                     | Полуфинал              | 1                      | 1961/62 |                        |                        |
| Купа Митропа                                   | Носител                | 2                      | 1958, 1968 |                        |                        |
| Купа Митропа                                   | Финалист               | 1                      | 1957 |                        |                        |
| Световни клубни турнири – 1                    |                        |                        | |                        |                        |
| Междуконтинентална купа:                       | Носител                | 1                      | 1991 |                        |                        |
| Междуконтинентална купа:                       | Финалист               | 0                      | / |                        |                        |

## Други купи
СФР Югославия: (1945 – 1991)
- Трофей на Белград:
  -  Носител (4): 1948, 1974, 1980, 1981
- Дунавска купа:
  -  Носител (2): 1958, 1976
- Купа Сантяго де Чили:
  -  Носител (1): 1962
- Турнир в Расинг (Аржентина):
  -  Носител (1): 1962
- Трофей на Париж:
  -  Носител (1): 1964
  -  Финалист (1): 1979
- Трофей Иберико (Бадахос):
  -  Носител (1): 1971
  -  Финалист (2): 1959, 1972
- Трофей Тереза Ерера (Ла Коруня):
  -  Носител (1): 1971
- Трофей Коста дел Сол (Малага):
  -  Носител (1): 1973
  -  Финалист (1): 1971
- Оранжев трофей (Валенсия):
  -  Носител (1): 1973
  -  Финалист (2): 1965, 1972
- Купа Света I (Сигапур):
  -  Носител (1): 1977
- Купа Света II (Австралия):
  -  Финалист (1): 1977
- Трофей на Хихон:
  -  Носител (1): 1982
- Трофей Коста Верде:
  -  Носител (1): 1982
- Трофей Нова година (Цюрих):
  -  Носител (1): 1984
- Трофей на Мадрид:
  -  Носител (2): 1990, 1996
- Трофей на Верона:
  -  Носител (1): 1991
- Трофей на Бастия:
  -  Носител (1): 1995
- Трофей на Фрайбург:
  -  Носител (1): 1997
- Трофей Хуан Гампер (Барселона):
  -  Финалист (1): 2002
- Трофей на Лайпциг :
  -  Носител (1): 2004
- Купа на часовете (Базел):
  -  Финалист (1): 2013

## Дерби
„Вечният съперник“ на Цървена звезда е Партизан (Белград). Винаги е горещо по трибуните, когато играят двата отбора. Най-ниската посещаемост на двубой между тях е 11 май 2005 г. в полуфинал за Купата на Сърбия и Черна гора, когато на стадиона са едва 8000 души. При стария капацитет на „Маракана“ зрителите са били около 108 000.
В преките двубои „Цървена звезда“ има 99 победи, 69 победи има Партизан, а 56 мача са завършвали без победител.